# Aeropuerto de Palacios
El Aeropuerto de Palacios (IATA: PCH, OACI: MHPC) es un aeródromo que sirve al pueblo de Palacios en el Departamento de Gracias a Dios en Honduras.
La pista de aterrizaje está ubicada en el lado sur de una laguna a 0,8 kilómetros de la orilla del Mar Caribe. Rebasar la pista en el lado occidental causaría una caída a la laguna.